# Premio Valmor
El Premio Valmor tiene por finalidad premiar la calidad arquitectónica de los nuevos edificios construidos en la ciudad de Lisboa.

## Historia
Creado en 1898, se trata de un premio pecuniario que, de acuerdo con el testamento dejado por el 2.º Vizconde de Valmor, Fausto de Queirós Guedes, sería repartido en partes iguales por el arquitecto y el propietario de la construcción. Para el efecto se ha creado un fondo gestionado por la Cámara Municipal de Lisboa, con el dinero dejado por el Visconde de Valmor. Comenzó a ser asignado en 1902, rápidamente se convirtió en el más prestigioso premio lisboeta y portugués en el área de la arquitectura.
El ganador es seleccionado por un jurado compuesto por tres arquitectos nombrados por la Cámara Municipal. Inicialmente, este premio sólo contemplaba los edificios de vivienda pero, posteriormente, pasó a incluir cualquier tipo de edificación y, incluso, de arquitectura paisajista.
El Premio Valmor de Arquitectura se ha asociado, a partir de 1982, al Premio Municipal de la Arquitectura, pasando a denominarse: Premio Valmor y Arquitectura Municipal.
A lo largo de los años han sido otorgados varios premios y varias menciones honoríficas.